# بركستان
بركستان هي قرية في مقاطعة لنجان، إيران. يقدر عدد سكانها بـ 76 نسمة بحسب إحصاء 2016.